# Seal Team (gra komputerowa)
Seal Team – gra komputerowa osadzona w realiach wojny w Wietnamie, jest symulatorem żołnierza.
Gracz dowodzi czteroosobową grupą komandosów oddziału SEAL. Komandosi mają do wykonania różne zadania (np. uratowania zestrzelonego pilota, wysadzenia magazynu broni). Gra jest wykonana w grafice wektorowej. Wyprodukowana przez Electronic Arts, w Polsce gra była sprzedawana przez firmę IPS Computer Group.